# 鲁索夫采
鲁索夫采是斯洛伐克首都布拉提斯拉瓦的一個地區，在行政區劃上屬於布拉提斯拉瓦5區。鲁索夫采和匈牙利接壤。鲁索夫采首次被提及是在1208年。1972年開始，鲁索夫采正式成為布拉提斯拉瓦的一部分。